# Marsilea
Genre
Le genre Marsilea regroupe quelques espèces de fougères aquatiques.

## Étymologie
Le mot Marsilea est dédié à un naturaliste italien, Luigi Ferdinando Marsigli (1656-1730).

## Liste d'espèces
- Marsilea aegyptiaca Willd.
- Marsilea ancylopoda A.Braun
- Marsilea azorica Launert & J.Paiva 1983
- Marsilea batardae - Marsiléa de Bartarda
- Marsilea crenata C. Presl - Trèfle d'eau nain
- Marsilea hirsuta R.Br.
- Marsilea macropoda Engelm. ex A.Braun
- Marsilea minuta L.
- Marsilea mollis B.L.Robins. et Fern.
- Marsilea mutica Mett. 1861
- Marsilea oligospora Goodding
- Marsilea polycarpa Hook. & Grev.
- Marsilea quadrifolia L. - Marsilée à quatre feuilles
- Marsilea strigosa (= Marsilea pubescens) - Marsiléa pubescent
- Marsilea vestita Hook. & Grev.
- Marsilea villosa Kaulfuss